# Nuova Pallacanestro Pavia 2007-2008
Questa pagina raccoglie i dati riguardanti la Nuova Pallacanestro Pavia della stagione 2007-208 del campionato italiano di Legadue di pallacanestro.

## Roster
| Giocatore          | Ruolo           |
| Thomas Mobley      | Ala             |
| B.J. McKie         | Guardia         |
| Mats Levin         | Playmaker       |
| Luca Albertario    | Guardia         |
| Giovanni Tomassini | Playmaker       |
| Simone Bagnoli     | Centro          |
| Cristiano Masper   | Ala             |
| Martin Colussi     | Guardia         |
| Rodrigo Martínez   | Centro          |
|                    |                 |
| Allenatore         | Giancarlo Sacco |

## Altri Collegamenti
- Sito Ufficiale LegaDue, su legaduebasket.it. URL consultato il 20 dicembre 2019 (archiviato dall'url originale il 27 luglio 2013).